# 구암로 (군산시)
구암로(Guam-ro)는 전북특별자치도 군산시 경암동 구암교삼거리에서 군산시 성산면 군산 나들목을 잇는 도로이다.

## 주요 경유지
전북특별자치도
- 군산시 (경암동 - 개정면 - 성산면)

## 노선
| 이름         | 접속 노선                                   | 소재지 | 소재지 | 비고                                     |
| ------------ | ------------------------------------------- | ------ | ------ | ---------------------------------------- |
| 구암교삼거리 | 국도 제21호선 (구암3.1로)                   | 군산시 | 경암동 | 국도 제21, 27호선 구간                   |
| 잠두삼거리   | 백룡로                                      | 군산시 | 경암동 | 국도 제21, 27호선 구간                   |
| 구암삼거리   | 구암3.1로                                   | 군산시 | 경암동 | 국도 제21, 27호선 구간                   |
| 호덕 교차로  | 국도 제21호선 국도 제29호선 (금강로)        | 군산시 | 개정면 | 국도 제21, 27호선 구간                   |
| 고봉 교차로  | 국도 제27호선 (군익로)                      | 군산시 | 성산면 | 국도 제27호선 구간 지방도 제706호선 구간 |
| 성산교       | 지방도 제709호선 (오성로) (동군산로)        | 군산시 | 성산면 | 지방도 제706호선 구간                    |
| 마동교       | 지방도 제706호선 (십자들로) 마동1길 마동2길 | 군산시 | 성산면 | 지방도 제706호선 구간                    |
| 곡동교       |                                             | 군산시 | 성산면 |                                          |
| 군산 나들목  |                                             | 군산시 | 성산면 |                                          |

## 주요 시설 및 건물
- HD현대오일뱅크 희망주유소 (전북특별자치도 군산시 구암동 구암로 78)
- HD현대오일뱅크 유쾌한주유소 (전북특별자치도 군산시 구암동 구암로 97)
- SK에너지성산주유소 (전북특별자치도 군산시 구암동 구암로 137)
- S-OIL 동행주유소 (전북특별자치도 군산시 구암동 구암로 176)
- GS25 군산IC점 (전북특별자치도 군산시 구암동 구암로 190)
- SK에너지 행복충전 금강LPG충전소 (전북특별자치도 군산시 개정면 구암로 224)
- SK에너지 한마음주유소 (전북특별자치도 군산시 개정면 구암로 234)
- 한국도로공사 군산영업소 (전북특별자치도 군산시 개정면 구암로 560)